# 弗拉芒议会
弗拉芒议会（荷蘭語：Vlaams Parlement）是比利时的弗拉芒大区和弗拉芒社群合併的立法机关。议会总部位于布鲁塞尔。弗拉芒议会有124名议员。每届议会任期5年。现任议长是利斯贝特·霍曼斯。
弗拉芒议会同时行使弗拉芒大区和弗拉芒社群所擁有的宪法权限，但由于两者的管辖区域并不完全重叠，从布鲁塞尔首都大区的选区选出的议员对于涉及弗拉芒大区事务的议案没有投票权，这类议员只可参与弗拉芒社群的立法事务。